# Viguí
Viguí es un corregimiento del distrito de Las Palmas en la provincia de Veraguas, República de Panamá. La localidad tiene 964 habitantes (2010).